# Longitarsus linnaei
Longitarsus linnaei  (лат.) — вид листоедов (Chrysomelidae) из подсемейства козявок (Galerucinae). Распространён в южной части Франции, на юге Центральной Европы, в Италии, на Балканском полуострове (за исключением южной части Греции), на Кавказе, в Малой Азии, Израиле, Палестине, на северо-востоке Алжира и в Тунисе.

## Вариетет
- вариетет: Longitarsus linnaei var. amoenus Weise, 1888
- вариетет: Longitarsus linnaei var. scrutator Weise, 1890